# Посьвентне (Білостоцький повіт)
Посьвентне (пол. Poświętne) — село в Польщі, у гміні Посвентне Білостоцького повіту Підляського воєводства.
Населення — 237 осіб (2011).
У 1975-1998 роках село належало до Білостоцького воєводства.

## Демографія
Демографічна структура станом на 31 березня 2011 року:
|          | Загалом | Допрацездатний вік | Працездатний вік | Постпрацездатний вік |
| -------- | ------- | ------------------ | ---------------- | -------------------- |
| Чоловіки | 125     | 23                 | 90               | 12                   |
| Жінки    | 112     | 22                 | 66               | 24                   |
| Разом    | 237     | 45                 | 156              | 36                   |